# الاکل کریکلی
الاکل کریکلی (به لاتین: Alakël Kyrykly) یک منطقهٔ مسکونی در جمهوری آذربایجان است که در شهرستان تووز واقع شده‌است.